# Carlos Boozer
Carlos Austin Boozer, Jr. (Aschaffenburg, 20. studenog 1981.) američki je profesionalni košarkaš. Igra na poziciji krilnog centra, a trenutačno je član NBA momčadi Los Angeles Lakersa. Izabran je u 2. krugu (34. ukupno) NBA drafta 2002. od strane Cleveland Cavaliersa. 

## Životopis
Iako je rođen u vojnoj bazi u njemačkom Aschaffenburgu, Boozer je odrastao u glavnom gradu Aljaske, Juneau. Kao klinac, Boozer je zajedno s ocem tijekom hladne aljaske godine igrao košarku na vanjskom terenu lokalne osnovne škole. To mu je pomoglo da fizički i mentalno sazrije kasnije u karijeri. Pohađao je srednju školu Juneau-Douglas High School. Boozer je šest godina proveo u braku sa svojom bivšom ženom CeCe, dok 2009. na sud nije dao zahtjev za razvod braka. Uz to ima troje djece.

## Sveučilište
Boozer je dva puta bio član PARADE All-American srednjoškolske momčadi, predvodivši srednju školu Juneau-Douglas Crimson Bears do dvije uzastopne državne titule prvaka. Iako je dobio mnoge sveučilišne stipendije, uključujući St. John's i UCLA, Boozer se odlučio za sveučilište Duke. S Blue Devilsima osvojio je naslov NCAA prvaka 2001. godine. 

## NBA

### Cleveland Cavaliers
Boozer je izabran kao 34. izbor NBA drafta 2002. od strane Cleveland Cavaliersa. U Cavaliersima je proveo dvije uspješene NBA sezone. U rookie sezoni u prosjeku je postizao 10.0 poena i 7.5 skokova, dok je u drugoj sezoni zajedno s LeBronom Jamesom u momčadi postizao 15.5 poena i 11.4 skoka po utakmici. Nakon sezone 2003./04., Cavaliersi su imali opciju zadržavanja Boozera kao neograničenog slobodnog igrača što je značilo da Cleveland ima sedam dana za izjednačiti ponudu koju igrač dobije od interesenata ili zadržati ga još jednu sezonu u kojoj će dobiti 695 000 $ i postati slobodnim igračem. Cavaliersi su tvrdili da su postigli dogovor s Boozerom i njegovim agentom te je obećao da će nakon isteka isteka sadašnjeg ugovora Boozer dobiti novi šestogodišnji ugovor vrijedan 38 milijuna dolara. 
Za Boozera je tijekom tog perioda bilo zainteresirano nekoliko NBA momčadi i na kraju je Utah ponudila Boozeru šestogodišnji ugovor vrijedan 70 milijuna dolara. Cleveland nije mogao izjednačiti ponudu Utaha jer bi tako prekoračili ono nešto slobodnog iznosa na salary capu, tzv. Mid Level Exception (dio iznosa od 5,8 milijuna dolara). Na kraju je Boozer prekršio obećanje i potpisao bogatiji ugovor s Utah Jazzom.

### Utah Jazz
Boozer je u prvoj sezoni u Jazzerima (2004./05.) prosječno postizao 17 poena i 9 skokova, te je pokazao velike sposobnosti u igri na čovjeka. Međutim, pretrpio je ozljedu i propustio kasniji dio sezone. Jazzeri su po drugi puta u 22 godine propustili doigravanje, a javnost je kritizirala vlasnika kluba Larryja Millera zbog nedovoljnog truda oko momčadi. 
Početkom sezone 2005./06., Boozer se i dalje oporavljao od ozljede, a potom mu se pogoršala ozljeda tetive koljena i propustio prvu polovicu sezone. Na parkete se vratio krajem veljače, ulazeći u igru s klupe. Sredinom ožujka natrag se vratio u startnu petorku Jazza. Od tada, Boozer je do kraja sezone igrao vrlo impresivno i prosječno postizao preko 20 poena i 10 skokova, te se prometnuo kao startni krilni centar Jazzera. Početak nove sezone 2006./07. započeo je u velikoj formi; proglašen je za igrača tjedna Zapadne konferencije i pomogao je Jazzerima ostvariti omjer 12-0. Boozer je izabran na NBA All-Star, ali nije mogao prisustvovati zbog ozljede.
23. studenog 2007. u drugoj utakmica prvog kruga doigravanja 2007. godine protiv Houston Rocketsa postigao je 41 poen (šut 15/19) i imao devet skokova. Time je izjednačio rekord karijere koji je postavio mjesec dana ranije u utakmici protiv Washington Wizardsa, a pridodao je i 16 skokova. Isto tako je predvodio Jazzere u sedmoj utakmici serije protiv Rocketsa, kada je postigao 35 poena, 14 skokova i dva odlučujuća slob. bacanja za prolazak u drugi krug. Jazzeri su i u drugom krugu doigravanja bili uspješni. U pet utakmica bili su uspješniji od Golden State Warriorsa i izborili su svoje prvo finale Zapadne konferencije nakon 1998. godine. Iako su Jazzeri u pet utakmica poraženi od iskusnijih San Antonio Spursa, Boozer se pokazao kao koristan i izdržljiv igrač. U sezoni je odigrao 74 utakmice (od mogućih 82) i u prosjeku postizao 20.9 poena, 11.7 skokova po utakmici. U doigravanju je imao još bolju statistiku i u prosjeku postizao 23.5 poena i 12.2 skoka u 17 odigranih utakmica.
Početkom nove NBA sezone 2007./08., Boozer je izabran za igrača mjeseca studenog na Zapadnoj konferenciji. Sredinom mjeseca prosinca nalazio se među najboljih pet igrača u kategorijama: poeni, skokovi i postotku šuta iz igre. Kasnije je ispao iz svih kategorija, ali je nastavio sa solidnim brojkama. Boozer je još jednom kao zamjena pozvan na NBA All-Star i u 19 odigranih minuta postigao 19 poena i 10 skokova. 13. veljače 2008. protiv Seattle SuperSonicsa postigao je svoj prvi triple-double učinak od 22 poena, 11 skokova i 10 asistencija. U doigravanju su Jazzeri drugu godinu zaredom u prvom krugu izbacili Hosuton Rocketse. Rocketsi su na Boozersu igrali bolju obranu od prošlogodišnje i limitirali ga na 16.0 poena i 11.7 skokova po utakmici. Međutim, Jazzeri su u šest utakmica prošli Rocketse, ali su u drugom krugu također u šest utakmica poreženi od Los Angeles Lakersa.
U sezoni 2008./09., Boozer je imao priličnih problema s ozljedama i odigrao je tek 37 utakmica, no ostvario je dobre prosjeke od 16.2 poena i 10.0 skokova te bio jedan od najboljih igrača Jazzera. 19. studenog 2009. odigrao je posljednju utakmicu prije nego što je ozljedio koljeno, nakon čega je pokušao konvencionalnim načinom i metodama oporaviti se od ozljede. Nakon nekog vremena su obje strane shvatile da je bolji način oporavka operacija, te su isplanirali da se Boozer na parket vrati nakon All Star utakmice 2009. godine. Prije ozljede prosječno je postizao 20.5 poena i 11.7 skokova po utakmici. Na parkete se vratio nakon četiri tjedna pauze. 
Na kraju sezone, Boozerov ostanak u Utahu postao je upitan; prije je odbio aktivirati posljednju godinu ugovora, ali se kasnije poslije predomislio i uz garantiranih 12,7 milijuna dolara odlučio ostati u dresu Jazzera i iduće sezone. Sljedeću sezonu (2009./10.) završio je s prosjekom od 19.5 poena i 11.2 skoka.

### Chicago Bulls
Kako mu je istekla posljednja godina ugovora, Boozer je postao slobodan igrač. Nakon što su velike zvijezde prijelaznog roka, Dwyane Wade i Chris Bosh odlučili kako će u dresu Miamija krenuti u bitku za NBA naslov, Boozer je dogovorio petogodišnji ugovor s Chicago Bullsima vrijedan 80 milijuna dolara.

## NBA statistika

### Regularni dio
| Godina     | Klub      | Odig. uta. | Uta. poč. | Min. | 2P%  | 3P%  | Sl. bac.% | Skok. | Asist. | Ukr. lop. | Blok. | Poena |
| ---------- | --------- | ---------- | --------- | ---- | ---- | ---- | --------- | ----- | ------ | --------- | ----- | ----- |
| 2002./03.  | Cleveland | 81         | 54        | 25.3 | .536 | .000 | .771      | 7.5   | 1.3    | .7        | .6    | 10.0  |
| 2003./04.  | Cleveland | 75         | 75        | 34.6 | .523 | .167 | .768      | 11.4  | 2.0    | 1.0       | .7    | 15.5  |
| 2004./05.  | Utah      | 51         | 51        | 34.7 | .521 | .000 | .698      | 9.0   | 2.8    | .8        | .5    | 17.8  |
| [2005./06. | Utah      | 33         | 19        | 31.1 | .549 | .000 | .723      | 8.6   | 2.7    | .9        | .2    | 16.3  |
| 2006./07.  | Utah      | 74         | 74        | 34.6 | .561 | .000 | .685      | 11.7  | 3.0    | .9        | .3    | 20.9  |
| 2007./08.  | Utah      | 81         | 81        | 34.9 | .547 | .000 | .738      | 10.4  | 2.9    | 1.2       | .5    | 21.1  |
| 2008./09.  | Utah      | 37         | 37        | 32.4 | .490 | .000 | .698      | 10.4  | 2.1    | 1.0       | .2    | 16.2  |
| Ukupno     |           | 432        | 391       | 32.4 | .536 | .111 | .725      | 10.0  | 2.4    | 1.0       | .4    | 16.8  |
| All-Star   |           | 1          | 0         | 19.0 | .467 | .000 | .000      | 10.0  | .0     | .0        | .0    | 14.0  |

### Doigravanje
| Godina    | Klub | Odig. uta. | Uta. poč. | Min. | 2P%  | 3P%  | Sl. bac.% | Skok. | Asist. | Ukr. lop. | Blok. | Poena |
| --------- | ---- | ---------- | --------- | ---- | ---- | ---- | --------- | ----- | ------ | --------- | ----- | ----- |
| 2006./07. | Utah | 17         | 17        | 38.5 | .536 | .000 | .738      | 12.2  | 2.9    | 1.0       | .3    | 23.5  |
| 2007./08. | Utah | 12         | 12        | 36.8 | .415 | .000 | .714      | 12.3  | 2.8    | .5        | .2    | 16.0  |
| 2008./09. | Utah | 5          | 5         | 37.2 | .528 | .000 | .771      | 13.2  | 2.2    | 1.6       | .4    | 20.6  |
| Ukupno    |      | 34         | 34        | 37.6 | .496 | .000 | .737      | 12.4  | 2.8    | .9        | .3    | 20.4  |

## Vanjske poveznice
- Profil na NBA.com